# 備前堀大英寺落
備前堀大英寺落（びぜんぼり だいえいじおとし）は、埼玉県加須市（騎西地域）を流下する河川である。

## 概要
この備前堀大英寺落はこの名称の他、大英寺脇落（だいえいじわきおとし）とも称され、または単に大英寺落（だいえいじおとし）とも称されている。名称の由来となっている大英寺とは加須市騎西に所在している寺院である。この大英寺の南側周辺を流下することからこの名称がついた。古くには騎西町・下崎村上分・下崎村下分・西ノ谷村・牛重村の五ヶ村にて河川管理されていた。流域周辺は一部集落の周辺を流下し、中流部にて加須市騎西地域の騎西市街地を流下する他は、ほとんどの区間にて水田などの農地となっている。なお、詳細な流路に関しては以下の流路節を参照されたい。

## 流路
- 水源：加須市外田ヶ谷の水田など
- 加須市外田ヶ谷の中央部よりやや南部より東北東に向かい流下し、約300m程流下した地点にて東南東へと流路を変え、外田ヶ谷・内田ケ谷（一部上崎（西側）と内田ケ谷（東側）の境界）を流下し、両岸とも上崎に至る付近にて西南西より流下してくる騎西領用水（新川用水）の下を伏せ越し、上崎の北部を東南東・東へと流下する。
- 内田ケ谷鴻巣線を東側へと横断し、内田ケ谷・騎西（北側）と上崎・下崎（南側）の境界を東・東南東へと流下する。
- やがて両岸とも下崎となり、東南東へと流下する。
- 騎西菖蒲バイパスを東側へと横断し、両岸とも騎西となり東南東へ流下する。その後、蛇行しながらおおよそ東へと流下し、鴻茎と騎西を交互に流下する。
- 根古谷・牛重（北側）と鴻茎（南側）の境界を東南東に向かい流下する。
- 牛重（北側）・鴻茎（西側および東側）・芋茎（南側）の境界にて西方より流下してくる備前堀古笊田落と合流し、流末が備前堀川となり備前堀大英寺落は終点となる。
- 終点：備前堀川

## 橋梁

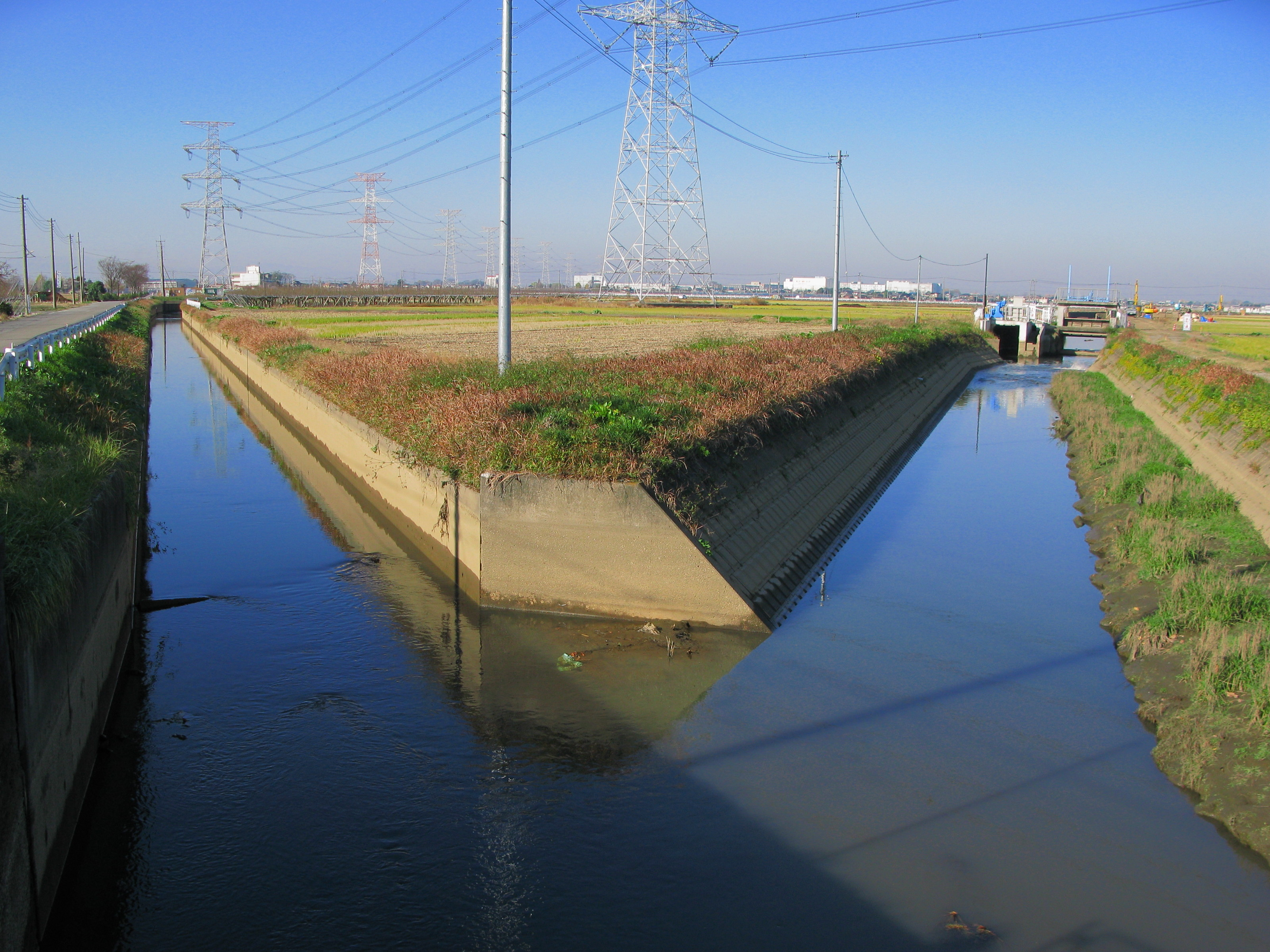
備前堀大英寺落と備前堀古笊田落の合流点

- 騎西領用水（新川用水）の掛け樋
- （埼玉県道308号内田ヶ谷鴻巣線）
- 運橋（埼玉県道38号加須鴻巣線）
- （国道122号騎西菖蒲バイパス）
- 大英寺橋（埼玉県道38号加須鴻巣線）
- 立山橋
- 鷹橋
- 大橋（埼玉県道149号加須菖蒲線）

## 流域周辺所在の施設
- 加須市騎西外田ヶ谷地区 農業集落排水処理施設
- 田ケ谷サンスポーツランド
- 埼玉県立騎西高等学校跡
- 玉敷神社
- 加須市立騎西小学校
- 加須市役所騎西総合支所
- 騎西浄水場
- 大英寺